# ایال آیزنبرگ
ایال آیزنبرگ (انگلیسی: Eyal Eizenberg؛ زادهٔ ۱۹۶۳) سرلشکر بازنشسته نیروهای دفاعی اسرائیل است، که در فاصله سال‌های ۲۰۱۱ تا ۲۰۱۵ به‌عنوان فرمانده ستاد فرماندهی جبهه داخلی اسرائیل فعالیت می‌کرد.
آیزنبرگ فعالیت نظامی را از سال ۱۹۸۱ در نیروی هوایی اسرائیل آغاز کرد، سپس به واحد شلداگ پیوست. وی از ۲۰۰۳ تا ۲۰۰۵ فرماندهی واحد شلداگ را برعهده داشت، از ۲۰۰۵ تا ۲۰۰۶ فرمانده لشکر ۹۸ چترباز هائش بود و در فاصله سال‌های ۲۰۰۸ تا ۲۰۱۱ به‌عنوان فرمانده لشکر ۱۴۳ غزه فعالیت می‌کرد.

## زندگی‌نامه
آیزنبرگ در سال ۱۹۶۳ در کفار بیالیک زاده شد. او خدمت سربازی خود را در نیروهای دفاعی اسرائیل در سال ۱۹۸۱ به عنوان دانشجوی دانشکده پرواز نیروی هوایی اسرائیل آغاز کرد. وی آموزش خلبانی خود را به پایان نرساند و به واحد کماندویی شالداگ نیروی هوایی منتقل شد و در آنجا فرمانده گروهان شد. سپس به عنوان فرمانده گروهان شناسایی تیپ سامسون فعالیت کرد و بعداً به عنوان فرمانده گردان شاکد از واحد شالداگ منصوب شد. او به عنوان فرمانده به واحد شلداگ بازگشت، پستی که از سال ۱۹۹۶ تا ۱۹۹۹ در اختیار داشت. آیزنبرگ به درجه سرهنگی ارتقا یافت و در طول عقب‌نشینی اسرائیل از منطقه امنیتی که در لبنان در سال ۲۰۰۰ داشت، فرماندهی واحد رابط تیپ شرقی لبنان را بر عهده داشت. متعاقباً در فاصله سال‌های ۲۰۰۱ تا ۲۰۰۳ او فرماندهی یک تیپ چترباز ذخیره را برعهده داشت، قبل از اینکه در سال‌های ۲۰۰۳ تا ۲۰۰۵ به عنوان فرمانده به واحد شلداگ بازگردد. او در طول عملیات روزهای توبه، رهبری این واحد را برعهده داشت و طبق گزارش دیده‌بان حقوق بشر، او یکی از تصمیم‌گیرندگان کلیدی اسرائیل در نوار غزه در طول عملیات رنگین‌کمان در ماه مه ۲۰۰۴ بود.
در نوامبر ۲۰۰۵ او فرماندهی لشکر ۹۸ چتربازان را بر عهده گرفت و آن را در طول جنگ ۲۰۰۶ لبنان رهبری کرد. اگرچه عملکرد لشکر او در جنگ توسط کمیسیون وینوگراد مورد انتقاد قرار گرفت، اما او تنها فرمانده از چهار لشکر شرکت‌کننده در جنگ بود که پس از جنگ به خدمت در ارتش ادامه داد و در سلسله مراتب فرماندهی، پیشرفت کرد. انتصاب او به عنوان فرمانده لشکر غزه به دلیل شکست مشهود لشکر تحت فرماندهی او در جنگ لبنان، به شدت مورد انتقاد قرار گرفت.
آیزنبرگ در ۱۹ نوامبر ۲۰۰۸ جایگزین موشه تامیر به عنوان فرمانده لشکر غزه شد. واگذاری فرماندهی به وی، به دلیل افزایش تنش‌ها در اطراف غزه به تعویق افتاد.
ایال آیزنبرگ در ۲ فوریه ۲۰۱۰ به دلیل صدور مجوز حمله توپخانه‌ای که به یک مجتمع سازمان ملل در تل الهوا اصابت کرد، توبیخ شد. در جریان حمله ۱۵ ژانویه ۲۰۰۹، این مجتمع با گلوله‌های فسفر سفید به آتش کشیده شد. نیروهای دفاعی اسرائیل نگفتند که آیزنبرگ با چه نوع تنبیهی روبرو است، اما او به «تجاوز از اختیارات خود به گونه‌ای که جان دیگران را به خطر انداخته است» در جریان گلوله‌باران تل الهوا در جریان عملیات سرب گداخته نیروهای دفاعی اسرائیل در ۱۵ ژانویه ۲۰۰۹ متهم شد.
در ۱۵ ژوئن ۲۰۱۱، آیزنبرگ به عنوان فرمانده ستاد فرماندهی جبهه داخلی منصوب شد و تا سال ۲۰۱۵ در این جایگاه فعالیت کرد. وی در سال ۲۰۱۵ از ارتش اسرائیل بازنشسته شد.